# Георг Альбрехт Бранденбург-Кульмбахский (1619—1666)
Георг Альбрехт Бранденбург-Кульмбахский (нем. Georg Albrecht von Brandenburg-Kulmbach; 20 марта 1619, Байрейт — 27 сентября 1666, Байрейт) — основатель побочной Кульмбахской линии младшей линии Гогенцоллернов. Два его внука правили княжеством Байрейт.

## Биография
Георг Альбрехт — второй сын Кристиана Бранденбург-Байрейтского и Марии Прусской. Его старший брат, наследный принц Эрдман Август умер молодым в 1651 году, на четыре года раньше собственного отца. Георг Альбрехт не мог наследовать власть, поскольку у Эрдмана Августа был наследник, сын Кристиан Эрнст. После того, как единственный сын последнего Георг Вильгельм умер, не оставив наследника, к власти в Байрейте пришёл старший внук Георга Альбрехта Георг Фридрих Карл. У его сына Фридриха III также не было наследника мужского пола, и после его смерти в Байрейте правил младший внук Георга Альбрехта Фридрих Кристиан.
Георг Альбрехт основал побочную линию Гогенцоллернов, которую также называют Веферлингской, поскольку резиденция его сына Кристиана Генриха в соответствии с Шёнбергским договором находилась в замке Веферлингена.

## Потомки
Георг Альбрехт был женат дважды.
В первом браке его супругой стала Мария Елизавета Гольштейн-Глюксбургская (1628—1664), дочь Филиппа Шлезвиг-Гольштейн-Зондербург-Глюксбургского.
- Эрдман Филипп (1659—1678)
- Кристиан Генрих (1661—1708), женат на Софии Кристиане фон Вольфштейн (1667—1737)
- Карл Август Бранденбург-Кульмбахский[дат.] (1663—1731), штатгальтер (наместник) Шлезвиг-Гольштейна на службе датского короля, кавалер ордена Данеброг

Во второй раз Георг Альбрехт женился в 1665 году на Марии Софии Сольмс-Барутской (1626—1688)
- Георг Альбрехт (1666—1703), женат морганатическим браком на Регине Магдалене Луц (1678—1755)